# Saint-Connec
Saint-Connec település Franciaországban, Côtes-d’Armor megyében. Lakosainak száma 258 fő (2022. január 1.). Saint-Connec Kergrist, Hémonstoir, Saint-Caradec és Guerlédan községekkel határos.

## Népesség
A település népessége az elmúlt években az alábbi módon változott:
| Lakosok száma | 440  | 332  | 280  | 297  | 255  | 254  | 255  | 258  | 260  | 258  |
|               | 1968 | 1982 | 1990 | 2006 | 2013 | 2015 | 2017 | 2019 | 2020 | 2022 |